# Eparitoj
Eparitoj (stgr. ἐπάριτοι epáritoi) – ugrupowanie zbrojne Związku Arkadyjskiego. Liczyło 5 tysięcy żołnierzy.